# Bay hành trình siêu âm
Bay hành trình siêu âm (tiếng Anh: Supercruise) là khả năng một máy bay đạt được vận tốc siêu âm mà không cần phải bật buồng đốt hậu (afterburner) vốn gây hao phí rất nhiều nhiên liệu và có hiệu suất thấp. Trong thực tiễn sử dụng, một máy bay có khả năng "bay hành trình siêu âm" chỉ khi nó có thể đạt vận tốc siêu âm trong khi mang một lượng tải trọng được cho là hữu ích.
F-22 là máy bay quân sự đầu tiên được thiết kế để có khả năng duy trì chế độ bay hành trình siêu âm trong một thời gian rất dài, mặc dù một số mẫu máy bay trước đó có thể bay như vậy ở mức độ hạn chế.

## Một số máy bay có khả năng bay hành trình siêu âm
- English Electric Lightning (máy bay đầu tiên có khả năng này)
- Saab Draken
- Lockheed Blackbird (A-12, YF-12 và SR-71)
- Tupolev Tu-144
- Tupolev Tu-160
- Concorde[5]
- BAC TSR-2
- General Dynamics F-16XL
- Eurofighter Typhoon
- Dassault Rafale
- Gripen NG[6][7]
- Lockheed Martin F-22 Raptor[1][4]
- Northrop YF-23
- Lockheed YF-22
- Sukhoi Su-35[8][9][10]
- TAI TFX